# Rikei ga Koi ni Ochita no de Shōmei Shite Mita
Rikei ga Koi ni Ochita no de Shōmei Shite Mita (яп. 理系が恋に落ちたので証明してみた。, Rikei ga Koi ni Ochita no de Shōmei Shite Mita., досл. Наука закохалася, і я спробував це довести; також укр. Наука закохалася, і я доведу це!) — японська романтична комедійна манґа Аріхреда Ямамото. Із 2016 року видається на вебсайті Comic Meteor видавництва Flex Comix, також опублікована в дев'яти танкобонах.

## Сюжет
Шінья Юкімура і Аяме Хімуро молоді, проте блискучі науковці університету Сайтами. Обидва глибоко вірять у математику як найкращий спосіб пояснення всіх речей.
Коли Аяме раптом зізнається Юкімурі в коханні, він вирішує розпочати цікавий експеримент, у якому вся команда шукатиме відповідь на питання: чи можна за допомогою математичного підходу пояснити щось таке складне, як кохання?
Аніме приділяє увагу не тільки тому як вчені проводять експерименти, щоб пояснити кохання, а й як герої закохуються у процесі.

## Персонажі
Шінья Юкімура (яп. 雪村心夜, Yukimura Shinya)
Актор: Шюн Нішіме (телевізійна драма та ігровий фільм);
 Сейю: Юма Учіда (оригінал), Біллі Камец (англійський дубляж) (аніме): Юкімура — головний герой, учений. Студент першого курсу магістратури лабораторії професора Ікеди. Ріст 177 см. Ненавидить речі, які не мають чіткого визначення й не можуть бути доведеними.
Аяме Хімуро (яп. 氷室菖蒲, Himuro Ayame)
Актор: Нана Асакава (телевізійна драма та ігровий фільм);
 Сейю: Сора Амамія (оригінал), Авріель Корті (англійський дубляж) (аніме): Аяме — головна героїня, учена. На першому курсі магістратури лабораторії професора Ікеди. Ріст 170 см. Історія починається з того, що вона зізнається Юкімурі в коханні.
Котоноха Канаде (яп. 奏言葉, Kanade Kotonoha)
Актор: Юка Яно (телевізійна драма та ігровий фільм);
 Сейю: Нацуко Хара (оригінал), Рене Доріан (англійський дубляж) (аніме): Канаде — оповідачка історії. На четвертому курсі бакалаврату. Ріст 162 см. За її словами, причина приходу в науку — результат любові до вчителя математики в старших класах. Оскільки не така схиблена на науці, вона зазвичай губиться під час любовних експериментів колег. Однак найбільше зі всіх допомагає головним героям із дослідженнями.
Ена Ібарада (яп. 棘田恵那, Ibarada Ena)
Актор: Карін Оґіно (телевізійна драма та ігровий фільм);
 Сейю: Нічіка Оморі (оригінал), Еріка Гарлахер (англійський дубляж) (аніме): Ібарада — учена. На другому курсі магістратури лабораторії професора Ікеди. Ріст 142 см. Подруга дитинства Коске Інукая. Зовнішністю схожа на Айку, завдяки чому успішно дразнить Коске. У перервах від ігор допомагає Хімуро та Юкімурі з їхнім любовним дослідженням та підкидує ідеї для експериментів.
Коске Інукай (яп. 犬飼虎輔, Inukai Kōsuke)
Актор: Тому Фуджіта (телевізійна драма та ігровий фільм);
Сейю: Джюн Фукушіма (аніме) (оригінал), Джефф Шине (англійський дубляж)
Коске — учений-ґеймер. На четвертому курсі бакалаврата. Ріст 179 см. Друг дитинства Ібаради. Закоханий в Айку, персонажа з циклу візуальних романів.
Професор Ікеда (яп. 池田教授, Ikeda-kyōju)
Актор: Рьотаро Окіаю (телевізійна драма та ігровий фільм);
Сейю: Рьотаро Окіаю (оригінал), Аарон Лаплант (англійський дубляж) (аніме): Професор Ікеда — керівник лабораторії. Ріст 185 см. Має атлетичну статуру, розвинену на тлі припущення, що для здорового мозку потрібне здорове тіло. Схвалює дослідження Хімуро та Юкімури, оскільки вважає наукове обґрунтування кохання цікавою темою.
Рікекума (яп. リケクマ)
Сейю: Момо Асакура (оригінал), Тара Сендс (англійський дубляж) (аніме): Плюшевий учений ведмедик, що пояснює суть експериментів.
Аріка Ямамото (яп. 山本ありか)
Сейю: Юй Оґура (оригінал), Черамі Лі (англійський дубляж)
Колишня студентка професора Ікеди і випускниця його лабораторії. Працює манґакою.
Сую Фуджівара (яп. 藤原翠雨, Fujiwara Suiu)
Сейю: Марина Ямада
Кріс Флорет (яп. クリス・フロレット, Kurisu Furoretto)
Сейю: Юкі Каджі

## Медіа

### Манґа
Манґа випускається онлайн на вебсайті Flex Comix Comic Meteor з 2016 року, і станом на березень 2020 року її зібрано у восьми томах танкобона.

### Телевізійна драма
З 1 вересня по 22 вересня 2018 року відбулася адаптація телевізійної драми у прямому ефірі з 4 епізодами для просування повнометражного фільму з живими акторами. Режисер Масацуґу Асахі.

### Ігровий фільм
Прем'єра екранізації відбулася 1 лютого 2019 року. Режисери фільму Масацуґу Асахі та Тошіхіро Сато.

### Аніме
Аніме анонсували 8 січня 2019 року. Серіал створений студією Zero-G під керівництвом Тору Кітахати, за сценарієм Рінтаро Ікеди та Мічіко Йокоте, над дизайном персонажів працював Юсуке Ісучі. Музичний супровід створювали кілька композиторів: Хісакуні, Шьойчіро Хірата, Каору Ецука, Шюхей Такахаші, Такума Соґі та Юко Такахаші. Прем'єра відбулася 10 січня 2020 року на Tokyo MX, BS11, RNC, GTV, GYT, MBS і Chiba TV. Ліцензією по всьому світу займається Amazon Video.
17 жовтня 2020 року на спеціальному заході в Японії був анонсований другий сезон. Названий Наука закохалася, і я доведу це! Серце (яп. 理系が恋に落ちたので証明してみた。r=1-sinθ（ハート）, Rikei ga Koi ni Ochita no de Shōmei Shite Mita. Hāto), прем'єра відбудеться у квітні 2022 року.
18 травня 2021 року Sentai Filmworks отримала права на домашнє відео.
| №  | Назва | Дата виходу     |
| -- | --- | --------------- |
| 01 | Закохані вчені та науковий аналіз любові. «Rikei ga Koi ni Ochita no de Kaiseki Shite Mita.» (理系が恋に落ちたので解析してみた。)                                 | 10 січня 2020   |
| 02 | Закохані вчені та любовні експерименти. «Rikei ga Koi ni Ochita no de Jikken Shite Mita.» (理系が恋に落ちたので実験してみた。)                                    | 10 січня 2020   |
| 03 | Закохані вчені планують побачення. «Rikei ga Koi ni Ochita no de Dēto no Keikaku wo Tatete Mita.» (理系が恋に落ちたのでデートの計画を立ててみた。)                | 10 січня 2020   |
| 04 | Закохані вчені та експериментальне побачення. «Rikei ga Koi ni Ochita no de Dēto Shite Mita.» (理系が恋に落ちたのでデートしてみた。)                              | 17 січня 2020   |
| 05 | Закохані вчені та наукова нарада. «Rikei ga Koi ni Ochita no de Kaigi Shite Mita.» (理系が恋に落ちたので会議してみた。)                                           | 24 січня 2020   |
| 06 | Закохані вчені та експериментальні поцілунки. «Rikei ga Koi ni Ochita no de Kisu Shite Mita.» (理系が恋に落ちたのでキスしてみた。)                                | 24 січня 2020   |
| 07 | Закохані вчені на експериментальній вечірці. «Rikei ga Koi ni Ochita no de Nomikai Shite Mita.» (理系が恋に落ちたので飲み会してみた。)                            | 7 лютого 2020   |
| 08 | Закохані вчені та збір даних про кохання. «Rikei ga Koi ni Ochita no de Suki no Shouko wo Atsumete Mita.» (理系が恋に落ちたので好きの証拠を集めてみた。)          | 14 лютого 2020  |
| 09 | Закохані вчені та поїздка до навчального табору на Окінаві. «Rikei ga Koi ni Ochita no de Okinawa Gasshuku Itte Mita.» (理系が恋に落ちたので沖縄合宿行ってみた。) | 21 лютого 2020  |
| 10 | Закохані вчені та наукові доповіді. «Rikei ga Koi ni Ochita no de Kenkyuuhappyou Shite Mita.» (理系が恋に落ちたので研究発表してみた。)                            | 28 лютого 2020  |
| 11 | Закохані вчені та любовна сварка. «Rikei ga Koi ni Ochita no de Kenka Shite Mita.» (理系が恋に落ちたので喧嘩してみた.)                                            | 6 березня 2020  |
| 12 | Науковий доказ мого кохання до тебе. «Kimi ni Koi ga Dekiru Koto wo Shoumei Shite Mita.» (君に恋ができる事を証明してみた.)                                        | 13 березня 2020 |

## Популярність
Манґу видано тиражем більше 600,000 копій.

### Цитування
1. ↑  BookWalker — 2010.
2. ↑  MangaUpdates — 2004.
3. ↑  Anime-Planet
4. 1 2 3 4 5 6  ドラマ「リケ恋」浅川梨奈＆西銘駿が恋に不器用な理系男女役に、9月より放送. Natalie (яп.). 11 липня 2018. Процитовано 27 жовтня 2019.
5. 1 2 3 4 5 6  Rikei ga Koi ni Ochita no de Shōmei Shite Mita TV Anime Reveals Cast, Staff, 2020 Premiere. Anime News Network. 9 липня 2019. Процитовано 9 липня 2019.
6. 1 2 3 4 5 6  Meet the English Dub Cast of Science Fell in Love, So I Tried to Prove It. Crunchyroll. 10 травня 2020. Процитовано 10 травня 2020.
7. 1 2 3  'Science Fell in Love, So I Tried to Prove it' Anime's 2nd Season Reveals April 2022 Debut, 2 More Cast Members. Anime News Network. 23 жовтня 2021. Процитовано 23 жовтня 2021.
8. ↑  'Science Fell in Love, So I Tried to Prove it' Anime Gets 2nd Season. Anime News Network. 17 жовтня 2020. Процитовано 17 жовтня 2020.
9. ↑  Science Fell in Love, So I Tried to Prove it' Anime Season 2's Trailer Reveals 2022 Airing. Anime News Network. 22 березня 2021. Процитовано 22 березня 2021.
10. ↑  Milligan, Mercedes (18 травня 2021). Crunchyroll & Sentai Set New Slate of Home Anime Releases. Animation Magazine. Процитовано 18 травня 2021.
11. ↑  理系が恋に落ちたので証明してみた。/ TVアニメ『理系が恋に落ちたので証明してみた。』公式サイト (Japanese) . Процитовано 10 січня 2020.
12. ↑  Rikei ga Koi ni Ochita no de Shōmei Shite Mita Manga Gets TV Anime. Anime News Network. 8 січня 2019. Процитовано 10 січня 2019.